# Отношения Индии и Экваториальной Гвинеи
Отношения Экваториальной Гвинеи и Индии касаются дипломатических отношений между Республикой Экваториальная Гвинея и Республикой Индия.

## История
Отношения между Экваториальной Гвинеей и Индией существовали ещё до обретения первой независимости в 1968 году. В апреле 2004 года Э. Барва, совместный секретарь Министерства иностранных дел, посетил Малабо и провёл переговоры с президентом, а также с некоторыми министрами и высокопоставленными должностными лицами правительства Экваториальной Гвинеи. В ходе визита Экваториальная Гвинея подписала соглашение TEAM 9 с Индией.
Высшая комиссия Индии в Лагосе, Нигерия, была одновременно аккредитована в Экваториальной Гвинее с 2005 по 2008 год, когда аккредитация была передана посольству Индии в Луанде, Ангола. Посол Индии в Анголе и Экваториальной Гвинее А. Р. Ганашьям вручил свои верительные грамоты в марте 2008 года и провёл переговоры с президентом и министром иностранных дел. И президент, и министр иностранных дел выразили желание посетить Индию для улучшения двустороннего сотрудничества. Министр иностранных дел также обратился к Индии за помощью в обучении английскому языку 80 жителей Экваториальной Гвинеи. Правительство Экваториальной Гвинеи также предложило проекты соглашений о создании Совместной комиссии и Общего соглашения о сотрудничестве.
Государственный министр по информационным технологиям и телекоммуникациям Сачин Пилот посетил Экваториальную Гвинею в качестве специального посланника премьер-министра и официально пригласил президента Теодоро Обианга Нгему Мбасого принять участие во втором саммите Индии и Африки. Президент Мбасого, который в то время был председателем Африканского союза, и премьер-министр Индии Манмохан Сингх сопредседательствовали на саммите в Аддис-Абебе, Эфиопия.
Совместный секретарь в Министерстве иностранных дел Раджиндер Бхагат возглавил делегацию Индии на 19-й очередной сессии Исполнительного совета Африканского союза в Малабо. Индия присутствовала на саммите под председательством Экваториальной Гвинеи в качестве наблюдателя. Индия также направила делегацию в качестве наблюдателей на 25-ю очередную сессию совета в Малабо.
Государственный министр по делам AYUSH Шрипад Йессо Наик посетил Экваториальную Гвинею 25 августа 2015 года в качестве специального посланника премьер-министра и официально пригласил президента Мбасого принять участие в третьем Саммите Индии и Африки. Он также встретился с министром иностранных дел. Результатом этого приглашения стал первый в истории визит президента Экваториальной Гвинеи в Индию, когда Мбасого возглавил делегацию высокого уровня для участия в саммите в Нью-Дели в октябре 2015 года. 28 октября он провёл двусторонние переговоры с премьер-министром Нарендрой Моди.
В октябре 2015 года Индия удовлетворила просьбу Экваториальной Гвинеи об открытии дипломатического представительства в Нью-Дели. Посольство начало работу в октябре 2019 года.

## Торговля
Двусторонняя торговля между Экваториальной Гвинеей и Индией выросла с 4,87 млн долларов США в 2006—2007 годах до 764,39 млн долларов США в 2014—2015 годах. Индия экспортировала товаров на сумму 15,01 млн долларов в Экваториальную Гвинею и импортировала 749,38 млн долларов в 2014—2015 годах. Между 1998-99 и 2002—2003 финансовыми годами Индия не производила импорта из Экваториальной Гвинеи в период с 1998 по 2002 и с 2003 по 2005 годы. Индийский импорт из страны в 2002—2003 и 2005—2006 финансовых годах был незначительным.
Основными товарами, экспортируемыми Индией в Экваториальную Гвинею, являются рыба, ракообразные, железо и сталь. Основными товарами, импортируемыми Индией из Экваториальной Гвинеи, являются сырая нефть и нефтепродукты, семена, лекарственные растения, руда, шлак и зола, древесина и изделия из дерева, природный или культивированный жемчуг, камни и бижутерия.
ONGC Videsh Ltd подписала соглашение с правительством Экваториальной Гвинеи о сотрудничестве в нефтегазовой сфере 21 января 2016 года на полях 4-го Углеводородного саммита Индия-Африка в Нью-Дели. 22 января 2016 года в Нью-Дели Министерство горнодобывающей промышленности, промышленности и энергетики Экваториальной Гвинеи провело Форум по углеводородам и промышленности Экваториальной Гвинеи и Индии с целью привлечения индийских инвестиций в энергетический, углеводородный и промышленный секторы страны.

## Иностранная помощь
В 2005 году EXIM Bank of India предоставил кредитную линию на сумму 15 миллионов долларов для реализации проекта по производству питьевой воды в Экваториальной Гвинее в 2005 году. Однако LOC был аннулирован в июне 2012 года после того, как правительство Экваториальной Гвинеи не смогло подготовить соответствующие документы и выполнить другие необходимые формальности для получения LOC в течение указанного периода времени. Индия предложила создать 5 центров геоинформационных приложений для развития сельских районов в Африке на втором саммите Форума Индии и Африки, один из которых будет расположен в Экваториальной Гвинее. Правительство Экваториальной Гвинеи одобрило строительство Центра в июле 2012 года.
Граждане Экваториальной Гвинеи имеют право на получение стипендий в рамках Индийской программы технического и экономического сотрудничества и Индийского совета по культурным связям.

## Индийцы в Экваториальной Гвинее
По состоянию на январь 2016 года в Экваториальной Гвинее проживает около 300 граждан Индии, все они проживают в Малабо. Сообщество в основном занято универмагами и отелями. Некоторые индийцы являются сотрудниками нефтяных компаний, выполняющими краткосрочные задания на морских нефтяных платформах.